# Kamenec (Turnovská pahorkatina)
Kamenec (414 m n. m.) je vrch v okrese Liberec Libereckého kraje. Leží asi 0,7 km ssz. od obce Vlastibořice na příslušném katastrálním území. Je to nejvyšší vrchol Chocnějovské pahorkatiny.

## Popis vrchu
Je to suk ve tvaru nesouměrné kupy na konci půlkruhového hřbítku nad levým svahem Mohelky jejího východo–západního úseku. Vrch je tvořený čedičovým pronikem skrz obal svrchnokřídových zpevněných vápnitých sedimentů. Východně od vrchu pramení vodoteč stékající příčnou roklí do Mohelky. Na vrcholu stojí telekomunikační vysílač. Část vrcholu je porostlý listnatým lesíkem. Níže je orná půda a rozptýlená zástavba.

## Geomorfologické zařazení
Vrch náleží do celku Jičínská pahorkatina, podcelku Turnovská pahorkatina, okrsku Českodubská pahorkatina a podokrsku Chocnějovská pahorkatina a Jenišovické části.

## Přístup
Automobilem je možno dojet až na vrchol k vysílači. Z Vlastibořic (směr Sychrov) vede modrá turistická značka jižním úpatím vrchu a zatáčí na Sedlíšťku (směr Český Dub).